# اوربن زاکاپا
اوربن زاکاپا (کره‌ای: 어반자카파؛ انگلیسی: Urban Zakapa) گروه موسیقی اهل کره جنوبی است که در سال ۲۰۰۹ توسط فلوکسوس میوزیک شکل گرفت. گروه در ابتدا نه عضو داشت و در سال ۲۰۱۲ به یک گروه سه نفره تبدیل شد که شامل پارک یونگ این، جو هیون آه و کوان سون ایل است. عنوان گروه مخفف Urban, Zappy, Kaleidoscopic, و Passionate است.